# Scott Glasgow
Scott Glasgow est un compositeur de musique de films hollywoodien. Il est diplômé (Bachelor of Music) de l'Université de Californie de Northridge, et titulaire d'un Master de Musique du conservatoire de San Francisco, obtenu en 2001 sous la direction de Conrad Susa. Glasgow a étudié avec John Corigliano au festival de musique d'Aspen en 2002. Il enseigne actuellement la composition de musique de films à Northridge (2010-2011).

## Filmographie
- Le Peuple des ténèbres (They) (2002) - assistant
- The 5 Coolest Things (2003) - compositeur
- Détour mortel (Wrong Turn) (2003) - assistant
- Le Maître du jeu (Runaway Jury, 2003) - assistant
- Une vie inachevée (An Unfinished Life) (2005) - non crédité
- Spider-Man 2 (2004) - non crédité
- The Grudge (2004) - non crédité
- Dark Kingdom: The Dragon King (2004) - orchestration
- Nine Lives (2005) - préparation de la partition
- Build or Bust (2005) - musique additionnelle
- The Skeleton Key (2005) - préparation de la partition
- Chasing Ghosts (2005) - compositeur
- Robotech: The Shadow Chronicles (2006) - compositeur
- Fanatique (Hack!) (2006) - compositeur
- Toxic (2007) - compositeur
- Bone Dry (2007) - compositeur
- The Gene Generation (2008) - compositeur
- The Demon, Lo (2008) - compositeur
- The Bridge to Nowhere (2009) - compositeur
- Tente ta chance (Taking Chances) (2009) - compositeur
- Hollywood & Wine (2010) - compositeur
- National Lampoon's The Legend Of Awesomest Maximus (2010) - compositeur
- 2013 : L'Énigme (Riddle)
- 2013 : Hatchet 3
- 2013 : The Wedding Pact
- 2014 : Poker Night

## Discographie
- Chasing Ghosts (2005) - Movie Score Media
- Robotech: The Shadow Chronicles (2006) - Varèse Sarabande
- Hack! (2006) - Movie Score Media
- Bone Dry (2008) - Intrada
- Toxic (2009) - Movie Score Media
- The Gene Generation (2009) - Varèse Sarabande
- Lo (2010) - Movie Score Media
- Riddle (2013) - Varèse Sarabande

## Compositions classiques
- Mass pour chœur mixte a cappella,
- Betelgeuse pour violoncelle seul, amplifié électroniquement,
- Gothic Fragments pour divers instruments,
- Trio avec piano « Earthquake », inspiré par le tremblement de terre de Northridge en 1994,
- Three, mouvement lent pour trio avec piano,
- Silver Sound, pour deux percussionnistes,
- Hyper-Reality, pour orchestre,
- Temporal Fuges, pour quatuor à cordes,
- Winter Music, pour quatuor d'instruments à vent,
- Tenebrae, pour orchestre à cordes, en hommage aux Tenebræ Responsoria de Gesualdo,
- Chansons de Pétrarque, pour mezzo-soprano et piano (sur des poèmes de Pétrarque),
- Chansons de Sappho, pour voix moyenne et piano (sur des poèmes de Sappho),
- Rêves de Poe, pour Chœur et orchestre (sur des poèmes d'Edgar Allan Poe),

### Opéra
- Le Prince de Venosa,opéra en deux actes avec prologue et épilogue, inspiré par la vie et l'œuvre du prince compositeur et meurtrier Carlo Gesualdo.

### Autres œuvres
- The Turning Wheel pour guitare (1987)
- Sérénade pour guitare (célébration de mariage) (1998)